# Emblyna
Emblyna là một chi nhện trong họ Dictynidae.